# Páros croquet az 1900. évi nyári olimpiai játékokon
Az 1900. évi nyári olimpiai játékokon volt először és utoljára páros croquet (krokett). Ebben a számban csak egy francia páros indult, és mivel nem volt kihívójuk, ezért verseny nélkül lettek olimpiai bajnokok. A verseny 1900. július 22-én lett volna Párizsban.
| Az 1900. évi nyári olimpiai játékok éremtáblázata páros krokettben | Az 1900. évi nyári olimpiai játékok éremtáblázata páros krokettben | Az 1900. évi nyári olimpiai játékok éremtáblázata páros krokettben | Az 1900. évi nyári olimpiai játékok éremtáblázata páros krokettben |
| ------------------------------------------------------------------ | ------------------------------------------------------------------ | ------------------------------------------------------------------ | ------------------------------------------------------------------ |
| Arany                                                              | Ezüst                                                              | Bronz                                                              |                                                                    |
| Franciaország (FRA) · Gaston Aumoitte · Georges Johin              | Nem adták ki                                                       | Nem adták ki                                                       |                                                                    |